# Lista odcinków serialu animowanego Muminki
W artykule znajduje się opis odcinków serialu animowanego Muminki, emitowanego w TVP1.

## Spis odcinków
| odc.      | Polski tytuł                            | Angielski tytuł                       | Opis odcinka | Pierwowzór literacki                                                            |
| --------- | --------------------------------------- | ------------------------------------- | --- | ------------------------------------------------------------------------------- |
|           |                                         |                                       | |                                                                                 |
| SERIA I   |                                         |                                       | |                                                                                 |
|           |                                         |                                       | |                                                                                 |
| 01        | „Wiosna w Dolinie Muminków”             | „Spring in Moominvalley”              | Podczas wiosennego brykania, Muminek z przyjaciółmi znajduje tajemniczy kapelusz, który z czasem zaczyna pokazywać swe magiczne możliwości. W trakcie zabawy przemienia skorupki od jajek w zaczarowane obłoczki, co sprawia Muminkom wiele frajdy. Gdy chmurki znikają, zaczyna się gra w chowanego, podczas której kapelusz przemienia Muminka w niezbyt dobrze wyglądającą istotę. Gdy w końcu nasz bohater wraca do swojej normalnej postaci, dzięki miłości Mamy Muminka, wraz z Włóczykijem postanawia pozbyć się kapelusza, wrzucając go do rzeki. | "W Dolinie Muminków"                                                            |
| 02        | „Czarodziejski kapelusz”                | „The Magic Hat”                       | Kapelusz wyrzucony do rzeki przez Muminka i Włóczykija znów trafia w ręce naszych przyjaciół. Okazuje się, że rzeczywiście jest on zaczarowany. Jak tylko coś się do niego wrzuci, natychmiast zmienia się w zupełnie inną rzecz – woda w sok malinowy, Mrówkolew w jeża, a kawałek włóczki w ogromne drzewo, które porasta cały Dom Muminków! Na szczęście do Doliny przybywa Czarnoksiężnik na latającej panterze, który poszukując swojego cylindra przy okazji pomaga Muminkom. | "W Dolinie Muminków"                                                            |
| 03        | „Wrak łodzi”                            | „The Wreck”                           | Muminek i jego przyjaciele wybierają się na plażę, do groty. Słychać z jej wnętrza podejrzane odgłosy, które wprawiają naszych bohaterów w panikę. Okazują się one być chrapaniem Paszczaka, który właśnie smacznie sobie tam spał. Muminki dowiadują się od niego o starej łodzi wyrzuconej w ostatnim czasie na brzeg. Postanawiają ją naprawić, żeby wyruszyć nią w podróż przez siedem mórz. Tymczasem Paszczak znajduje sobie nowe hobby – kolekcjonowanie roślin. | "W Dolinie Muminków"                                                            |
| 04        | „Na bezludnej wyspie”                   | „The Desert Island”                   | Rodzinie Muminków udaje się naprawić łódź i razem z przyjaciółmi wyruszają w podróż. Docierają na bezludną wyspę. Paszczak wyrusza w jej głąb, żeby poszukać nowych, nieznanych gatunków roślin. Znajduje tam i zabiera ze sobą tajemniczy barometr, który, jak się później okazuje, jest własnością Hatifnatów. Rozzłoszczeni Hatifnatowie, ukryci wówczas w zaroślach, wychodzą i atakują go. Na pomoc Paszczakowi spieszą Muminek, Włóczykij i Mała Mi. Gdy wracają z powrotem na plażę, zastaje ich sztorm. Wszyscy muszą się przed nim schronić w namiocie. | "W Dolinie Muminków"                                                            |
| 05        | „Na wyspie Hatifnatów”                  | „The Hattifatteners”                  | Paszczak zapomina przywiązać łódkę, przez co cała rodzina zostaje zaatakowana przez Hatifnatów, którzy chcą odzyskać barometr. Jeden z nich spala zdruzgotanej Migotce grzywkę. Po sztormie Muminki znajdują wiele wspaniałych przedmiotów (m.in. szklaną kulę, lunetę, złoto, czy drewnianą królową, w której zakochuje się Muminek) i postanawiają wrócić do Doliny Muminków. | "W Dolinie Muminków"                                                            |
| 06        | „Topik i Topcia”                        | „Thingumy and Bob”                    | Listonosz przynosi list, w którym Mimbla pisze, że niedługo wróci do domu. Po drodze spotyka dwóch gości, którzy również zmierzają w stronę Doliny Muminków. Przynoszą ze sobą ogromną walizkę, z którą nie rozstają się nawet na krok. Wszyscy są ciekawi, co się w niej znajduje. Wieczorem w stronę Doliny zaczyna zmierzać wielka, ciemna i zimna kreatura. Muminki podejrzewają, że jej przybycie ma jakiś związek z ową walizką... | "W Dolinie Muminków"                                                            |
| 07        | „Tajemnicza walizka”                    | „The Suitcase”                        | Po wizycie Buki Muminki chcą się dowiedzieć, co zawiera tajemnicza walizka. Muminek dostaje w prezencie od Migotki piękną muszelkę w kształcie serca i wpada na pomysł, żeby to ona porozmawiała z Topikiem i Topcią. Goście nie chcą zbyt wiele powiedzieć, jednak wydaje się, że walizka jest ich własnością, ale zawartość z kolei należy do Buki. Wszyscy są pewni, że potwór wróci jeszcze tej nocy. Mamusia Muminka ma pewien plan, jednak nie jest pewna, czy się powiedzie... | "W Dolinie Muminków"                                                            |
| 08        | „Czarnoksiężnik”                        | „The Hobgoblin”                       | Plan Mamusi się powiódł – Buka odeszła, a w zamian za walizkę dostała wyjątkową muszlę – tę samą, którą Migotka podarowała Muminkowi. Muminek dowiaduje się, że morze wyrzuciło na brzeg drewnianą królową, w której był zakochany. Chce przybiec po nią na plażę, jednak Migotka nie może do tego dopuścić; razem z Ryjkiem wywożą ją tak daleko, żeby już nie wróciła. Tymczasem rodzina jest w kłopocie, bo zginęła torebka Mamy Muminka. Za jej odnalezienie obiecują nagrodę. Zgubę zwracają Topik i Topcia, bo okazuje się, że to właśnie oni ją zabrali. Nagrodą jest festyn na ich cześć, zorganizowany tego samego wieczoru. Topik i Topcia decydują się na pokazanie wszystkim zawartości walizki, ale tym samym sprowadzają do Doliny Czarnoksiężnika... | "W Dolinie Muminków"                                                            |
| 09        | „Niewidzialne dziecko”                  | „The Invisible child 1”               | Pewnego deszczowego wieczoru Too-tiki przyprowadza do Domu Muminków Nini – dziewczynkę, która była tak nieśmiała, że całkowicie zniknęła. Mama Muminka postanawia spróbować wyleczyć ją kuracją domową, według przepisu babci. Efekty widać już następnego dnia – pojawiają się nogi dziewczynki. Po śniadaniu Nini wybiera się razem z Muminkami na grzyby. W drodze powrotnej spotykają Bobka, który zaczyna jej dokuczać. Staje się przez to znowu całkowicie niewidzialna, ale nie na długo – Mama Muminka temu zaradza. Szyje też nową sukienkę dla dziewczynki. | "Opowiadania z Doliny Muminków"                                                 |
| 10        | „Koniec kłopotów Nini”                  | „The Invisible child 2”               | Nini jest już prawie całkiem widzialna, nie widać tylko jej głowy. Wraz z Muminkami wybiera się do lasu, by pobawić się w chowanego. Bobek podstępnie zamyka ją w stosie kamieni. W zamian za wypuszczenie Nini, oczekuje jej pomocy w obrabowaniu banku. Muminki znajdują i uwalniają ją, obiecując jednocześnie zemstę na Bobku. Jakiś czas później wybierają się nad morze. Tatuś Muminka chce zrobić kawał Mamusi – wrzucić ją prosto do morza. Nini denerwuje się i w ostatniej chwili zdąża ugryźć go w ogon. Pod wpływem złości dziewczynka staje się całkowicie widzialna, więc Too-tiki przychodzi ją odebrać. | "Opowiadania z Doliny Muminków"                                                 |
| 11        | „Skrzydła”                              | „The Wings”                           | Migotek konstruuje skrzydła, na których zamierza zeskoczyć ze skały i polecieć. Niestety, próbny lot nie powiada się, ponieważ wiatr znosi Migotka prosto na drzewo. Migotek, mimo lekkiej kontuzji, postanawia zbudować hangar, w którym z kolei mógłby zacząć tworzyć swój latający statek. Pomaga mu w tym cała Dolina Muminków. Migotek, na prośbę Muminka, i jemu konstruuje parę skrzydeł. Zazdrosny Bobek kradnie je, co kończy się dla niego chłodną kąpielą w morzu. | brak                                                                            |
| 12        | „Piraci”                                | „The Pirates”                         | Na morzu rozbija się statek piratów. Inspektor ostrzega mieszkańców Doliny przed rozbitkami, którzy mogli dotrzeć na brzeg. Migotka otrzymuje list od swojego brata, który pisze, że wróci do domu za dzień lub dwa. Nazajutrz Migotka idzie do hangaru wraz z Małą Mi przekonana, że Migotek już wrócił. Okazuje się, że w hangarze jest pirat, który ją porywa i bierze jako zakładniczkę. Cała Dolina spieszy jej na ratunek. Niestety, kapitan Rumpel w zamian za nią żąda nowego statku i uwolnienia jego załogi, zamkniętej w więzieniu przez Inspektora. Muminek próbuje podstępnie uśpić pirata środkiem nasennym, dodanym do soku malinowego... | brak                                                                            |
| 13        | „Ostatni smok na świecie”               | „The Last Dragon on Earth”            | Po długotrwałej ulewie Muminek idzie do pobliskiej sadzawki, żeby złapać raka. Ku jego zdziwieniu schwytał maleńkiego smoka. Na początku chce utrzymać go w tajemnicy, jednak w końcu decyduje się pokazać smoka Włóczykijowi, później reszcie rodziny. Okazuje się, że smok nie lubi nikogo, z wyjątkiem Włóczykija. Gdy ten wychodzi z Domu Muminków, smok zaczyna za nim tęsknić. Zmartwiony Muminek postanawia wypuścić go na wolność, a ten oczywiście leci za Włóczykijem. Włóczykijowi jednak szkoda Muminka, więc oddaje smoka pewnemu Paszczakowi i każe wywieść go najdalej, jak się da. | "Opowiadania z Doliny Muminków"                                                 |
| 14        | „Nowi sąsiedzi”                         | „Our Neighbor is a Touch Teacher”     | Do Doliny Muminków wprowadza się Filifionka z trójką dzieci. Muminki zapraszają ich do siebie na małe przyjęcie powitalne. Budują też dużą zjeżdżalnię, z myślą o dzieciach. Filifionka jednak, gdy widzi, że jej dzieci z niej zjeżdżają, jest w szoku i zakazuje im więcej bawić się z Muminkami. Następnego dnia, podczas gdy nie ma jej w domu, jej dzieci nudzą się, więc postanawiają iść do lasu. Spotykają tam Bobka, który proponuje im nową zabawę – skakanie na lianie nad przepaścią. Na szczęście Muminek z przyjaciółmi przychodzą w porę i ratują dzieci Filifionki. Dzieci lekceważą zakaz matki i przez resztę dnia bawią się z Muminkami. | "Zabawa w udawanie"                                                             |
| 15        | „Księżniczka Migotka”                   | „Princess Snorkmaiden”                | Migotka czyta dużo książek o księżniczkach. W końcu Muminkowi udaje się wyciągnąć ją w góry. Podczas zabawy potyka się, spada i zaczyna się toczyć. Muminek wraz z Paszczakiem biegną za nią. Gdy odzyskuje przytomność, okazuje się, że straciła pamięć. Muminek dla żartu nazywa ją księżniczką. Migotka wierzy mu i naprawdę zaczyna zachowywać się jak księżniczka: uważa Dom Muminków za chatkę leśniczego, żąda baldachimu nad łóżkiem, szuka partnera, w końcu zamierza zanieść zupę biednym poddanym. Trafia do domu Filifionki. Gdy ta słyszy, że Migotka nazywa ją 'biedną', wścieka się i rozbija jej koszyk z garnuszkiem z zupą na głowie. Migotka znów traci przytomność, a gdy ją odzyskuje, odzyskuje również pamięć i wszystko wraca do normy. | "Snorkmaiden the Seer" - komiks Larsa Janssona, niewydany w Polsce              |
| 16        | „Bliskie spotkania muminkowego stopnia” | „Close Encounters of the Moomin Kind” | Pewnego dnia latający spodek goni Ryjka, który natychmiast zgłasza to na policję. Później okazuje się, że ten sam obiekt rozbił się w ogródku Mamusi i zaraz wybuchnie! Muminkom udaje się zabrać z niego tajemniczy sprzęt. Mała Mi i Migotka znajdują w lesie małego kosmitę, jednak nie mogą się z nim porozumieć. Maszyna sprawia m.in., że Tatuś staje się przez chwilę niewidzialny, Znajdek zaczyna mówić w zrozumiałym języku, a Inspektor – świecić. Bobek dowiaduje się o tym sprzęcie i chce go ukraść. Nie udaje mu się to, bo Muminki go gonią i maszyna wpada do wody. Ponadto okazuje się, że zanim ją ukradł, za jej pomocą pomniejszył Mamusię Muminka, a ponieważ maszyna przepadła, sprowadzić Mamę do normalnych rozmiarów mogą tylko rodzice Znajdka... | "Muminki i Marsjanie"                                                           |
| 17        | „Tatuś Muminka ucieka”                  | „Moominpapa Elopes”                   | W piękny, upalny, letni dzień Tata Muminka zaczyna marzyć o tym, żeby przeżyć niezwykłą przygodę. Bobek postanawia mu pomóc kopiąc olbrzymie doły, wyglądające jak ślady potwora. Muminki dają się nabrać i szykują na niego pułapkę. Bobek wpada do niej i wyjaśnia całą sprawę, ale Tatusiowi Muminka to nie wystarcza. Postanawia wraz z Mamą uciec daleko od domu, jednak trafiają do pobliskiej groty. Przez ten czas przyjaciele pomagają Muminkowi zajmować się domem. | "Życie rodzinne"                                                                |
| 18        | „Tajemnicza skrzynia”                   | „The Wooden Crate”                    | Późnym latem w Dolinie Muminków panują tropikalne upały. Muminek, Migotka i Mała Mi idą nad morze, żeby popływać. Znajdują tam skrzynię, w której są tropikalne nasiona. Wraz z rodziną postanawiają je zasiać. Wieczorem jest tak gorąco, że Muminek z przyjaciółmi chcą spać na dworze, ale ni stąd, ni zowąd nadciąga burza. Nazajutrz okazuje się, że dookoła Domu Muminków wyrosła dżungla! Wszyscy są nią zachwyceni do czasu, aż odkrywają, że wraz z dżunglą wyrosły muminkożerne rośliny... | "Dżungla w Dolinie Muminków"                                                    |
| 19        | „Dżungla”                               | „The Jungle”                          | Włóczykij ratuje rodzinę Muminków przed groźnymi roślinami – grając na harmonijce, zwabia je do piwnicy, gdzie zostają zamknięte. Rodzice wyprowadzają się na jakiś czas do kabiny kąpielowej, Paszczak do Domu Muminków, a Muminek, Migotka i Małą Mi do szałasu. Bobek uwalnia z Zoo i sprowadza do dżungli dzikie zwierzęta. Muminki dowiadują się, że tygrysy chcą je zjeść! Rodzina szykuje na nich pułapkę, przez co jeden z tygrysów wpada do wody, ale jednak decydują się go uratować. Zaprzyjaźniają się też z innymi zwierzętami, co złości Bobka. Postanawia zwabić Muminka i Migotkę nad małe jezioro uchodzące do morza. Czai się w nim jeszcze jeden mieszkaniec Zoo, o którym nie mają pojęcia... | "Dżungla w Dolinie Muminków"                                                    |
| 20        | „Zoo”                                   | „The Zoo”                             | Muminek i Migotka, uciekając przed wężem morskim, wchodzą na pewien statek. Należy on do ludzi z Zoo, którzy biorą Muminki za hipopotamy. Nasi bohaterowie uciekają przed nimi razem z wężem do Domu Muminków. Nazajutrz ludzie z ogrodu zoologicznego przybywają do Doliny, żeby schwytać wszystkie zwierzęta, które uciekły. Muminki chowają je u siebie w domu i wzywają policję. Inspektor wygania ludzi z Zoo z Doliny. Niestety, nadchodzi jesień, a wraz z nią ochłodzenie, więc zwierzęta trzeba zwrócić do ogrodu zoologicznego. | "Dżungla w Dolinie Muminków"                                                    |
| 21        | „Włóczykij wyrusza na południe”         | „Snufkin Goes South”                  | W Dolinie jest późna jesień. Ryjek przynosi do Domu Muminków gramofon; rodzina tańczy całe popołudnie. Włóczykij, jak co roku, szykuje się do długiej wędrówki na południe. Muminek bardzo chce wyruszyć razem z nim, jednak Włóczykij nie zgadza się. Muminek popada w depresję. Migotek decyduje się pokazać mu, jako pierwszemu, swój latający statek, ale i to nie pomaga. Następnego dnia Włóczykij opuszcza Dolinę, a Muminki powoli zapadają w zimowy sen... | brak                                                                            |
| 22        | „Zima w Dolinie Muminków”               | „Moomin Winter”                       | Muminek budzi się w środku zimy. Nie może zasnąć, nie udaje mu się też nikogo obudzić. Decyduje się wyjść na dwór, gdzie spotyka hasającą Małą Mi i Bukę, dużo większą, niż latem. Wraz z Mi idą nad morze, gdzie zastają Too-tiki lepiącą konia ze śniegu dla Lodowej Pani. Ma ona niedługo pojawić się w Dolinie. Podobno ten, któremu spojrzy w oczy, zamarza na kość! Mi koniecznie chce ją zobaczyć, więc doczepia do tacy Mamy Muminka żagiel i zamierza jeździć nią po lodzie. Wieczorem Lodowa Pani przybywa zza morza. Mała Mi, mimo ostrzeżeń Muminka i Too-tiki, przygląda się jej z bliska i chce wrócić do kabiny. Niestety, nie zdąża – Lodowa Pani zamraża ją, po czym odlatuje na swym rumaku. Zrozpaczony Muminek wraz z Too-tiki zabierają Mi do kabiny, żeby ją ogrzać. Lód topnieje i Mi wraca do siebie. | "Zima Muminków"                                                                 |
| 23        | „Zimowi goście”                         | „Winter Guest”                        | W środku zimy Muminek i Mała Mi nie mogąc zasnąć, zaczynają się pożywiać konfiturami. Któregoś dnia przybywa do nich Paszczak, który uwielbia sporty zimowe. Buduje sobie igloo, w którym zamierza mieszkać przez pewien czas. Kolejnym gościem jest Ynk – mały piesek, który uważa, że wilki są jego braćmi i za wszelką cenę pragnie je spotkać. Po kilku dniach wizyty opuszcza Dom Muminków, zmierzając w kierunku Gór Samotnych. Paszczak również żegna się z Muminkami i wyrusza szukać nowych terenów narciarskich. W górach okazuje się, że Ynk grubo się mylił; wilki nie mają zamiaru przyjąć go do watahy, lecz pożreć! Z opresji ratuje go Paszczak, tym samym proponując pieskowi przyłączyć się do niego. Kilka dni później Mała Mi jeździ na łyżwach po morzu. Kra zaczyna gwałtownie pękać, więc Mała Mi musi uciekać. Muminkowi udaje się ją uratować, jednak on sam wpada do lodowatej wody.                                                                 | "Zima Muminków"                                                                 |
| 24        | „Włóczykiju, wracaj do domu!”           | „Hurry Home Snufkin!”                 | Nadeszła wiosna. Muminek, po tym, jak wpadł do wody, okropnie się rozchorował. Tego roku Włóczykij długo nie wraca ze swojej wyprawy. Migotka niepokoi się tym, więc mimo zakazu brata wybiera się go poszukać. Bobek przychodzi do Muminka i proponuje mu ten sam pomysł. Muminek zgadza się i wychodzi z domu chory, bez zgody rodziców. Po drodze spotyka Migotkę, z którą zaczyna się sprzeczać. Przychodzą po nich zaniepokojeni Migotek i Tatuś. W międzyczasie Włóczykij przebywa gdzieś na południu i wcale nie ma zamiaru wracać. Zmienia zdanie po rozmowie z małym, sympatycznym stworzonkiem, któremu nadaje imię 'Ti-ti-uu'. Wkrótce wraca do Doliny, a Muminek – do zdrowia. | "Opowiadania z Doliny Muminków" (epizod)                                        |
| 25        | „Wyprawa do latarni morskiej”           | „The Lighthouse”                      | Tatusiowi Muminka śni się latarnia morska. Postanawia się do niej wybrać razem z rodziną. Nie płynie tylko Ryjek, który boi się wody; Mamusia prosi go za to, żeby podczas ich nieobecności zamieszkał w Domu Muminków. Około południa wypływają łódką na morze. W nocy obok nich pewien statek przepływa tak blisko, że wszyscy boją się, czy nie zderzy się z ich łodzią. Tak się jednak nie staje. Wszyscy stwierdzają, że statek ten jest statkiem widmo. Rano, w okolicach latarni, spotykają pewnego mężczyznę z dzieckiem, łowiących ryby. Kiedy docierają wreszcie do latarni, nikogo tam nie zastają. W dodatku okazuje się, że lampa latarni jest zepsuta... | "Tatuś Muminka i morze"                                                         |
| 26        | „Latarnik”                              | „The Lighthousekeeper”                | Muminki spędzają noc w opuszczonej latarni morskiej. Zastanawiają się, gdzie się podział latarnik. Tata Muminka bezskutecznie próbuje naprawić lampę latarni. Mała Mi i Migotka znajdują na plaży Duszka, którego inne duchy zapomniały zabrać ze sobą na pokład statku widmo, więc wraz z Tatusiem budują dla niego tratwę. Poznają Tofta – chłopca, który mieszka w małej chatce obok latarni, razem z Rybakiem. Dowiadują się od niego, że nie zna on prawdziwej tożsamości owego Rybaka, bo jest on wyjątkowo małomówny. Twierdzi też, że sprawia on wrażenie przygnębionego. Muminek podejrzewa, że to właśnie Rybak jest latarnikiem, jednak z niewiadomych przyczyn nie chce on rozmawiać o latarni morskiej. Tymczasem Mamusia robi porządki w latarni, a Mi buduje dla siebie małą windę. Rodzina postanawia zaprosić do siebie Rybaka i dowiedzieć się prawdy, którą ten ukrywa...                                                                                   | "Tatuś Muminka i morze"                                                         |
|           |                                         |                                       | |                                                                                 |
| SERIA II  |                                         |                                       | |                                                                                 |
|           |                                         |                                       | |                                                                                 |
| 27        | „Ciotka Jane”                           | „Aunt Jane”                           | Do Doliny Muminków ma przyjechać Ciotka Taty Muminka. Tatuś się przed nią chowa w jaskini, bo ciotka zamierza rozmawiać z nim o pieniądzach, czego on nie lubi. Podczas wizyty Cioci cała rodzina okłamuje ją, że Tata wyjechał. Chciwy Ryjek nie wytrzymuje i w zamian za opłatę mówi jej, gdzie się schował Tatuś Muminka. Na miejscu okazuje się, że nikogo tam nie ma. Ciotka w końcu znajduje go, dzięki pomocy Małej Mi i zaczyna go gonić, a kiedy już go łapie, Tatuś przyznaje się, że boi się jej pieniędzy. Ciocia zaczyna płakać, zmartwiona tym, że nie będzie miała co z nimi zrobić. W końcu dochodzą do porozumienia. | "Życie rodzinne"                                                                |
| 28        | „Pływający teatr”                       | „The Floating Theatre”                | Włóczykij wybiera się w podróż i mimo nalegań Muminka, nie chce zrezygnować z tego pomysłu, ani zdradzać szczegółów. Wybucha podwodny wulkan nieczynny od młodzieńczych lat Tatusia. Powoduje on powódź w Dolinie. Ponieważ poziom wody w Domu Muminków cały czas się podnosi, rodzina musi się ewakuować. Po wprowadzeniu się do innego domku, wszyscy zaczynają go zwiedzać. Okazuje się, że w 'domu' jest obecny jeszcze ktoś poza nimi – woźna Emma. Wyjaśnia ona Muminkom, że miejsce, w którym przebywają, to teatr. W pewnym momencie wpadają na drzewo akacji. Muminek i Migotka zamierzają na nim przenocować. Tatuś za pomocą liny i swojej laski zabezpiecza teatr, żeby nie odpłynął od drzewa. W nocy, gdy wszyscy śpią, naburmuszona Emma odczepia laskę od teatru, przez co ten odpływa. | "Lato Muminków"                                                                 |
| 29        | „Zaginione dzieci”                      | „The Lost Children”                   | Po przebudzeniu się Muminek i Migotka są w kłopocie, ponieważ teatr odpłynął wraz z resztą rodziny! Dostają się na ląd i ruszają na poszukiwanie bliskich. Tymczasem zmartwieni rodzice zastanawiają się, jak odnaleźć swoje dzieci. Mała Mi wpada do wody i odpływa z prądem. Wchodzi na przepływający obok koszyczek z przyborami do szycia. Gdy dopływa do brzegu, spotyka Włóczykija i razem z nim idzie do parku, żeby zemścić się na Dozorcy. Wyrywają tam tabliczki z zakazami, sieją ziarna Hatifnatów i uciekają razem z grupką sierot, które wówczas tam przebywały. Pod wieczór pewna Filifionka zaprasza do siebie Muminka i Migotkę. Z okazji Nocy Świętojańskiej, palą ognisko z tabliczek wyrzuconych przez wodę na brzeg. Wpadają przez to w tarapaty, bowiem przychodzi policjant i aresztuje ich za wyrwanie owych tabliczek. Włóczykij wraz z dziećmi akurat przechodzą koło domu Filifionki i postanawiają zamieszkać w nim pod jej nieobecność.           | "Lato Muminków"                                                                 |
| 30        | „Przedstawienie”                        | „Midsummer”                           | Rodzina Muminków postanawia wystawić sztukę, żeby dać znać dzieciom, gdzie się znajdują. Trwają intensywne przygotowania przed premierą i rozsyłane są ulotki. Jedna z nich trafia do więzienia. Policjant koniecznie chce iść na przedstawienie, więc zostawia więźniów pod opieką swojej młodszej kuzynki, Paszczakówny. Ponieważ Muminek, Migotka i Filifionka są zmarznięci, zabiera ich ona do domu, żeby się rozgrzali. Przekonują ją, że są niewinni i że bardzo chcą iść do teatru. Paszczakówna wierzy im i zabiera na spektakl, a po drodze odbywa ich karę – pisze 5 tys. razy 'Surowo zabrania się i nie wolno.'. Włóczykij z dziećmi również wyrusza do teatru. W pewnym momencie sztuki na scenę wchodzi lew. Wściekła Mała Mi wskakuje na scenę i gryzie go. Okazuje się, że lwem są przebrani Ryjek i Emma. Dzieci idą w ślady Mi i również wchodzą na scenę. Paszczakówna oddaje kuzynowi kartki zapisane 5 tysiącami zakazów. Wszyscy razem wracają do domu. | "Lato Muminków"                                                                 |
| 31        | „Wielki wybuch”                         | „The Big Explosion”                   | Statek powietrzny Migotka jest już prawie gotowy. Prawie, bo do uruchomienia go brakuje tylko odpowiedniego paliwa. Niebawem do Doliny Muminków przybywa pewien wynalazca, Wielki Muttra. Wynalazł on super-paliwo, które, jak twierdzi, sprawi, że statek Migotka w końcu uniesie się w powietrze. Tak się jednak nie staje, gdyż Muttra dolewa do paliwa za dużo wody. Zdenerwowany Migotek przestaje mu ufać, więc Muttra postanawia potajemnie wkraść się w nocy z Bobkiem do hangaru, żeby spróbować jeszcze raz. Tym razem wlewa za mało wody, przez co statek wybucha razem z hangarem. Muttra trafia do więzienia, a Migotek jest zdruzgotany. Sen Muminka motywuje go do zbudowania nowego, zupełnie innego latającego statku. | brak                                                                            |
| 32        | „Złota rybka”                           | „The Golden Fish”                     | Muminek z przyjaciółmi wybierają się w podróż nad jezioro, ponieważ chcą, podobnie jak ciotka dziadka Paszczaka, zobaczyć złotą rybkę. Ryjek nawet zamierza ją złapać. Aby tam dotrzeć, muszą pokonać drogę wiodącą przez Las Czarownic. Poza tym, aby ją zobaczyć, muszą być spełnione pewne warunki. W połowie wędrówki do Muminków przyłącza się Bobek. Na miejscu wszyscy wsiadają na tratwę i wypływają na środek jeziora, poza Ryjkiem i Bobkiem. Złotą rybkę udaje się zobaczyć Muminkowi, Migotce, Włóczykijowi i Małej Mi. | brak                                                                            |
| 33        | „Duch z lampy”                          | „The Spirit in the Lamp”              | Muminek i Migotka znajdują na plaży czarodziejską lampę. Mieszka w niej Duch, który umie spełniać 1 życzenie na tydzień. Migotka otrzymuje od niego wymarzony naszyjnik z pereł. Nazajutrz Tatuś jest w kłopocie, bo w nocy ktoś zmienił cały tekst jego sztuki. Mi pożycza naszyjnik od Migotki. Inspektor zaczyna ją gonić, bo okazuje się, że identyczny skradziono pani Filifionce. Przed policją ucieka też Bobek, który w międzyczasie ukradł czarodziejską lampę. Gdy zostają złapani, Duch wychodzi z lampy i przyznaje się do kradzieży naszyjnika oraz plagiatu (sztukę Tatusia zmienił na "Romea i Julię"). Trafia do więzienia, a po tygodniu Czarnoksiężnik wysyła go na odległą planetę. | "Lampa Muminka" - komiks Larsa Janssona                                         |
| 34        | „Latawiec”                              | „The Kite”                            | Późną jesienią Muminki znajdują latawiec. Jest co prawda bardzo zniszczony, jednak Migotek pomaga im go naprawić. Wszyscy wychodzą na dwór i po kolei go puszczają. Wszyscy, z wyjątkiem Małej Mi, która jest za lekka na sterowanie nim. Postanawia więc wejść na niego. O swoich planach informuje tylko Ryjka. Gdy Muminek puszcza latawca, Mała Mi realizuje swój plan. Nagle zrywa się silne wietrzysko, które przerywa sznurek od latawca. Ryjek mówi Muminkom o tym, że Mała Mi siedziała na latawcu. Wszyscy biegną ją ocalić. Latawiec wpada na drzewo, a Mi ratuje przelatujący obok Czarnoksiężnik. | brak                                                                            |
| 35        | „Czarownica”                            | „The Witch”                           | Muminki w czasie spaceru poznają Alicję, która czeka na swoją babcię. Muminki szybko się z nią zaprzyjaźniają. Podejrzewają jednak, że jej babcia to Czarownica, ponieważ mieszka ona w Lesie Czarownic. Wieczorem nawet Migotek widzi ją, jak lata na miotle. Muminek, Włóczykij i Mała Mi postanawiają to sprawdzić i nazajutrz wybierają się do Lasu Czarownic na przeszpiegi. Okazuje się, że to prawda: babcia Alicji jest Czarownicą, a Alicja przyjechała, żeby uczyć się od niej czarów. Czarownica zakazuje jej bawić się z Muminkami. | brak                                                                            |
| 36        | „Zbliża się gwiazdka”                   | „Christmas is Coming”                 | Muminek i Migotka podczas zrywania igliwia spotykają Alicję. Zapraszają ją na małe przyjęcie, które urządzają przed zapadnięciem w zimowy sen. Niestety, w trakcie kolacji przychodzi po nią babcia, która nie chce, aby jej wnuczka zadawała się z Muminkami, ponieważ są 'dobrzy aż do obrzydzenia'. Woli, żeby bardziej skupiła się na nauce czarów. Włóczykij wyrusza na południe, a Muminki zasypiają. Nie na długo, bo budzi ich jakiś Paszczak, informując, że zbliża się gwiazdka. Rodzina przygotowuje mnóstwo jedzenia, prezenty i piękną choinkę. Są jednak tak senni, że oddają wszystkie te rzeczy leśnym ludkom, a sami ponownie kładą się spać. | "Opowiadania z Doliny Muminków"                                                 |
| 37        | „Zimowe ognisko”                        | „The Midwinter Bonfire”               | Muminek i Migotka budzą się w środku zimy. Nie mogąc zasnąć spacerują po domu, później wychodzą na dwór. Okazuje się, że ktoś zwinął im sporo drewna z szopy. Postanawiają iść nad morze, do Too-tiki. Na miejscu zauważają wielką górę drewna. Too-tiki wyjaśnia im, że tej nocy zostanie rozpalone zimowe ognisko, dzięki któremu wreszcie pojawi się słońce. Alicja razem z nimi bierze udział w tym święcie. Na uroczystość rozpalenia ogniska przybywa też masa drobnych, leśnych stworzonek. Niestety, Buka, przyciągnięta ciepłem ogniska, gasi je. | "Zima Muminków"                                                                 |
| 38        | „Długi sen”                             | „The Spell”                           | Do Doliny Muminków zawitała wiosna. Wszyscy już wstali, z wyjątkiem rodziny Muminków. Ryjek, Mała Mi, Migotek i Paszczak próbują ich obudzić, jednak bezskutecznie. Włóczykij wraca ze swej wędrówki. Podejrzewa, że wszystkiemu winna jest Czarownica. Wybiera się więc z Małą Mi do jej chatki. Okazuje się, że to prawda – Czarownica rzuciła na nich zaklęcie. Nie zgadza się zdjąć z nich złego czaru, jednak zmienia zdanie, gdy jej wnuczka przyrzeka, że już nigdy nie pójdzie do Doliny Muminków. Po przebudzeniu się, Muminek i jego przyjaciele idą do Lasu Czarownic, by spotkać się z Alicją. Nie obiecała ona bowiem, że już nigdy nie będzie się z nimi bawiła. | brak                                                                            |
| 39        | „Co wybucha w nocy?”                    | „Things that Go Bang in the Night”    | Ostatnimi nocami wszystkich mieszkańców Doliny budzą potężne wybuchy. Muminki postanawiają to zbadać. Myślą, że to sprawka Czarownicy, jednak wkrótce okazuje się, że się mylą. Tymczasem Ryjek ratuje pewną dziewczynę i zakochuje się w niej. Paszczak niecierpliwie oczekuje oficjalnego potwierdzenia tego, że odkrył nowy gatunek storczyka. W nocy Muminek, Włóczykij i Mała Mi obserwują na niebie dziwne rozbłyski, towarzyszące wybuchom. Zauważają, że wybuchy dochodzą ze strony morza. Widzą tam też kogoś w łódce. | brak                                                                            |
| 40        | „Tajemnicze fajerwerki”                 | „The Secret Fireworks”                | Muminki już wiedzą, że owe wybuchy to fajerwerki. Teraz próbują dociec, kto je puszcza. Dziewczyna uratowana przez Ryjka odzyskuje przytomność. Mówi, że nazywa się Nana i że przybyła do Doliny w poszukiwaniu swojego narzeczonego, Paszczaka. Nie chodzi jej jednak o botanika, który wreszcie otrzymuje oficjalne potwierdzenie swojego odkrycia. Muminki wybierają się na plażę. W grocie znajdują narzeczonego Nany. To właśnie on co noc puszcza fajerwerki, gdyż musi je przygotować na Noc Świętojańską. Wieczorem odbywa się festyn na cześć Paszczaka i jego orchidei. Główną atrakcją jest pokaz fajerwerków. | brak                                                                            |
| 41        | „Przestępcy w Dolinie Muminków”         | „Crooks in Moominvalley”              | Dolina Muminków jest bardzo spokojnym miejscem, w którym nie ma przestępców. Posterunek policji ma więc zostać zlikwidowany. Inspektor jest z tego powodu zdołowany do czasu, gdy Muminkom zaczynają ginąć różne przedmioty. Ponadto, świadkowie kradzieży twierdzą, że sprawca jest niewidzialny. Pierwsze podejrzenia padają na Czarownicę. Inspektor po przeszukaniu jej chatki stwierdza jednak, że jest niewinna. Muminki znajdują złodzieja razem z łupami w grocie przy plaży i łapią go, po czym trafia za kraty. Inspektor nie zdaje sobie sprawy z tego, że przestępca jest wymyślony. | brak                                                                            |
| 42        | „Zaćmienie słońca”                      | „The Solac Eclipse”                   | Po południu w Dolinie będzie miało miejsce pierwsze od 30 lat zaćmienie Słońca! Tatuś Muminka robi specjalne, okopcone szybki, idealne do obserwowania tego wydarzenia. Czarownica zaklęciami przegania wiatr, by Słońce było widoczne, bowiem zaćmienie ma wzmocnić jej czarodziejską moc. Niestety, wiatr jest tak silny, że podczas lotu zrzuca ją z miotły. Bobek kradnie miotłę, jednak nie potrafi nad nią zapanować; w końcu ląduje w Domu Muminków i oddaje ją. Muminki spieszą Czarownicy na ratunek, dzięki czemu jej uraz do nich maleje i pozwala Alicji bawić się z nimi pół dnia. | brak                                                                            |
| 43        | „Primadonna”                            | „Primadonna”                          | Deszcz pada od 10 dni, co powoduje powódź. Muminek czyta romantyczne opowieści, przez co kłóci się z Migotką. Przed powodzią ratuje piękną Primadonnę o imieniu Laguna i jej Klacz. Migotka jest o nią bardzo zazdrosna. Wybiera się z Klaczą na pewne drzewo. Muminek z Laguną płyną w to samo miejsce. Nagle powódź wyrywa drzewo i wszyscy odpływają do podnóża Samotnej Góry. Spotykają tam Mimblę, Małą Mi i Emeralda, skłóconego z Primadonną. Gdy jednak panie są w niebezpieczeństwie, Muminek i Emeraldo spieszą im z pomocą. Wszyscy godzą się. W międzyczasie opada woda. Emeraldo, Laguna i Klacz odnajdują swój cyrk, a pozostali wracają do domu. | "Zakochany Muminek"                                                             |
| 44        | „Prezent urodzinowy”                    | „Moominmama's Birthday”               | Zbliża się wielkie święto: Mama Muminka niedługo obchodzi urodziny. Wszyscy zastanawiają się, co jej podarować. Tatuś najpierw konstruuje dla niej rower, potem zmywarkę do naczyń, później próbuje namalować jej portret. Niestety, każdy z jego pomysłów okazuje się niewypałem. Zrezygnowany ciągle obmyśla, co jej dać. W końcu decyduje się razem z innymi zrobić dla niej klomb kwiatowy, w jej kształcie. Mamusia jest zachwycona prezentem. | brak                                                                            |
| 45        | „Muminek buduje dom”                    | „Moomin Bulids a House”               | Do Muminków tymczasowo wprowadzają się Mimbla i Mama Małej Mi z dziesięciorgiem dzieci. Nie mają gdzie mieszkać, ponieważ dzieci zniszczyły ich dom podczas zabawy w złodziei i policjantów. W tej sytuacji Muminek wyprowadza się i postanawia zbudować sobie nowy dom. Okazuje się, że to nie jest wcale takie łatwe, jak mu się wydawało. W końcu, po wielu staraniach, dom jest już gotowy, tylko że strasznie koślawy. Nie przeszkadza to Mamie Małej Mi, która jest nim zachwycona. Muminek postanawia jej go podarować. | "Nowy dom Muminka"                                                              |
| 46        | „Dwór dla dwojga”                       | „Dame Elaine”                         | Tata Muminka zostaje niespodziewanie spadkobiercą posiadłości na wsi. Z początku nie chce przyjąć majątku, jednak zmienia zdanie, gdy dowiaduje się, że tam straszy. Rodzina wprowadza się tam. Dwór jest wielki i niezadbany, jednak nie przeszkadza im to. Podczas zabawy w chowanego jakiś tajemniczy głos ratuje Migotkę i Małą Mi. Ten sam głos budzi w nocy Muminka, który decyduje się sprawdzić, skąd on dochodzi. Poznaje Helenę – jedynego ducha, który pozostał w Dworze Goble. Wciąga go ona w długie, nocne rozmowy, przez co ten codziennie się nie wysypia. Rodzina, żeby sprawić jej nowe towarzystwo, postanawia uprzątnąć cały Dwór, zaprosić pewnego, znajomego ducha i żeby im nie przeszkadzać, wrócić do domu. | "Moomin and the Farm" - komiks Larsa Janssona, niewydany w Polsce               |
| 47        | „Gorące źródło”                         | „The Hot Spring”                      | Pewnego dnia w Dolinie Muminków zjawia się trzech osobników, którzy poszukują gorących źródeł. Chcą zabudować Dolinę na potrzeby turystów. Tymczasem Włóczykij znajduje jedno takie źródełko. Muminki są przerażone, ale nie Ryjek. Planuje on zarobić na turystach, sprzedając im ręczniki. Rezygnuje, gdy dowiaduje się, że będzie musiał wykupić koncesję. Czarownica również nie chce turystów w Dolinie i zgadza się pomóc Muminkom. Poszukiwacze gorących źródeł, wystraszeni nagłymi, gwałtownymi zmianami pogody, na dobre opuszczają Dolinę. | "Moomin and the Railway" - komiks Larsa Janssona, niewydany w Polsce            |
| 48        | „Bańki mydlane”                         | „The Soap Bubbles”                    | Muminek, Migotka i Mała Mi bawią się puszczaniem baniek mydlanych. Niestety, wychodzą im małe i szybko pękają. Paszczak radzi im dodać do mydlin żywicy, ale i to nie pomaga. Postanawiają więc dolać płynu wynalezionego przez Migotka. Kiedy udaje im się zrobić szczególnie duże bańki, wchodzą do nich i odbywają w nich fantastyczną podróż. Wszystko byłoby wspaniale, gdyby nie fakt, że podróżni nie mają żadnego wpływu na sterowanie bańkami. Wiatr znosi ich w kierunku morza, gdzie w ostatniej chwili ratuje ich Czarownica i sprowadza do Domu Muminków. | brak                                                                            |
| 49        | „Olbrzymia dynia”                       | „The Giant Pumpkin”                   | Muminki bardzo lubią potrawy z dyni. Niestety, dynie zasadzone przez Mamusię nie chcą rosnąć. Pewnego dnia Mama i Paszczak zauważają, że jedna z nich zaczyna kwitnąć. Po jakimś czasie roślina wiąże owoc, który rośnie do monstrualnych rozmiarów! Mamusia próbuje utrzymać ją w tajemnicy. Rodzina domyśla się, że Mamę coś gnębi, ponieważ ta dziwnie się zachowuje. Wkrótce o dyni dowiaduje się cała Dolina. Zazdrosny Bobek zamierza ją ukraść. Muminki powstrzymują go, ale dynia wpada do wody. Decydują się w końcu ją zjeść. | brak                                                                            |
| 50        | „Złośliwy Chochlik”                     | „The Imp”                             | Tatuś Muminka pisze opowiadanie na podstawie starej legendy o złośliwym Chochliku. Podobno został on uwięziony 500 lat temu przez ludzi w pewnym lesie, co miało być karą za jego psoty. Muminek z przyjaciółmi podczas zabawy w lesie odkrywają pustą polanę, pośrodku której znajduje się stare drzewo. Dochodzi z niego głos Chochlika, który zwodzi naszych bohaterów, żeby go wypuścili. Okazuje się to być błędem; zły Chochlik bowiem nie zmienił się w dobrego i zamierza zamienić ich w ropuchy i węże. Z opresji ratuje ich Włóczykij, który sprytnie namawia Chochlika do ponownego wejścia do drzewa. Drzewo zostaje wrzucone do morza. | brak                                                                            |
| 51        | „Migotka – medium”                      | „Snorkmaiden Goes Psychic”            | Migotka staje pod wielkim drzewem podczas burzy, w które nagle uderza piorun. Gdy odzyskuje przytomność, okazuje się, że nic jej się nie stało, ale za to może przewidywać przyszłość. Dzięki jednej z wizji ratuje życie Włóczykijowi. Ryjek dowiaduje się o tym i postanawia na niej zarobić. Migotka zgadza się i za przepowiednie pobiera opłaty od mieszkańców Doliny. Filifionka nie jest zadowolona ze swojej wróżby; uważa Migotkę i Ryjka za oszustów i zaczyna ich gonić. Wskutek tego wpadają do namiotu Migotka, a tam wali się rusztowanie. Migotka zostaje uderzona w głowę i traci swoją moc. | "Snorkmaiden the Seer" - komiks Larsa Janssona, niewydany w Polsce              |
| 52        | „Poszukiwacze skarbów”                  | „The Treasure Hunt”                   | Pewnego dnia do Doliny przybywa poszukiwacz złota. Zamierza przenocować u Muminków. Niestety, niespodziewana choroba zmusza go do przerwania poszukiwań i dłuższego pobytu. Kiedy opuszcza Dom Muminków, w zamian za nocleg i otrzymaną pomoc, daje im w prezencie starą mapę, na której zaznaczono, gdzie w Dolinie Muminków może się znajdować skarb. Muminki postanawiają go odszukać. Do poszukiwań dołącza się cała Dolina. Ponieważ nic nie znajdują, z przekopanego terenu postanawiają założyć ogród dla Paszczaka. | "Moomin and the Goldfields" - komiks Larsa Janssona, niewydany w Polsce         |
|           |                                         |                                       | |                                                                                 |
| SERIA III |                                         |                                       | |                                                                                 |
|           |                                         |                                       | |                                                                                 |
| 53        | „Nimfa wodna”                           | „Water Fairy”                         | W Dolinie Muminków zagościła wiosna. Niezainteresowany wiosennym uczuciem Ryjek dowiaduje się, że w górnym biegu strumienia można znaleźć złoto. Na miejscu Ryjek nic nie znajduje i na dodatek gubi się w mglistym lesie. Wystraszony pędzi przed siebie, dzięki czemu dociera do małego, leśnego jeziorka. Zamieszkuje je piękna Nimfa Wodna, która rzuca na niego urok. Po powrocie do domu Ryjek zmienia się nie do poznania – cały czas chodzi rozmarzony i codziennie wcześnie rano wychodzi z domu, wracając dopiero późnym wieczorem. Muminek, chcąc sprawdzić, jaka jest przyczyna takiego zachowania Ryjka, podąża za nim. Niestety, wraca do domu w tym samym stanie, co miłośnik złotego kruszcu. Wkrótce kolejnymi ofiarami rusałki padają wszyscy mężczyźni z Doliny Muminków. Zdesperowane panie próbują znaleźć sposób, żeby pozbyć się cudownej Nimfy Wodnej...                                                                                               | brak                                                                            |
| 54        | „Brylant Mimbli”                        | „Mymble's Diamond”                    | Inspektor oddaje Mimbli pierścionek, który niegdyś znalazła i oddała na komisariat. Teraz owa zguba jest jej własnością. Migotek, żeby nie zrobić jej przykrości, mówi, że kamień w pierścionku to prawdziwy brylant. Uradowana Mimbla zaczyna przechwalać się nim przed wszystkimi mieszkańcami Doliny. Szczególnie zazdrosna o pierścień jest Filifionka, która wciąż daje Mimbli nowe porady. Mimbla stosuje się do nich – zmienia garderobę, miejsce zamieszkania, a nawet wynajmuje służbę. Niestety, służąca rezygnuje z posady, w dworku, który Mimbla odremontowała, zaczyna przeciekać dach, a na dodatek Mimbla gubi swój pierścionek! Migotek ma wyrzuty sumienia i postanawia wyjawić Mimbli prawdę. | "Mymble's Diamond" - komiks Larsa Janssona, niewydany w Polsce                  |
| 55        | „Druga Młodość Tatusia Muminka”         | „Moominpappa's Second Youth”          | Tatuś Muminka pewnego dnia wychodzi na spacer bez kapelusza. Paszczak tłumaczy mu, że każdy się starzeje i zapomina o niektórych rzeczach. Tatuś jest załamany i próbuje oderwać się od nudnej monotonii śpiąc w dzień, a w nocy ćwicząc swoje ciało. Rodzina martwi się o niego, więc Mamusia wpada na pomysł udekorowania domu Muminków kwiatami ze swojego klombu. Tatuś zaczyna żyć normalnie. | "Moominpappa and Old Age" - komiks Larsa Janssona, niewydany w Polsce           |
| 56        | „Wyprawa Mamusi Muminka”                | „Mama Departs on a Journey”           | Rodzinie Muminków, a w szczególności Małej Mi i Tatusiowi Muminka, znudziło się już ciągłe jedzenie naleśników Mamy Muminka. Mamusia postanawia zatem zadziwić całą rodzinę nowymi potrawami. W babcinej księdze cudownych rad, czyli w książce, z której Mamusia korzysta w razie kłopotów, jest także rada na urozmaicenie kuchni. Nie jest to jednak łatwe, ponieważ aby znaleźć cudowne przyprawy, trzeba odbyć 5-dniową wycieczkę do tajemniczej doliny, położonej w południowej części Gór Samotnych. Mamusia zostawia wiadomość i ukradkiem wymyka się z domu Muminków o świcie. Wyprawa nie będzie łatwa, na szczęście Mamusi Muminka postanawia pomóc Włóczykij... | brak                                                                            |
| 57        | „Matczyna Miłość”                       | „Motherly Love”                       | W Dolinie Muminków pojawiają się dwie sieroty. Migotka chce spróbować swoich sił jako matka i postanawia się nimi zaopiekować. To zadanie wbrew pozorom nie jest tak łatwe, jak jej się wydawało. Dzieci okazują się być wyjątkowo niegrzeczne i rozbrykane, ciągle powodują coraz to nowe szkody w Dolinie. Migotka postanawia być jednak cierpliwa i za każdym razem ich nie karci. Szczytem wszystkiego okazuje się być bitwa na błoto przeciwko Muminkom. Migotka stwierdza, że bezstresowe wychowanie było błędem i że uprzejmość ma jednak swoje granice. Na szczęście wkrótce po urwisy przychodzi ich mama, której, jak się okazuje, wcześniej uciekły. | "Moomin and the Orphans" - komiks Larsa Janssona, niewydany w Polsce            |
| 58        | „Artyści w Dolinie Muminków”            | „Artists in Moominvalley”             | Tatuś Muminka postanawia zgłosić swoje zdjęcia do konkursu na najlepszą fotografię krajobrazu, którego organizatorem jest pewna gazeta. W tym celu przetrząsa cały dom w poszukiwaniu swojego starego aparatu. Nieoczekiwanie konkurs wygrywa, nie jedno z pięknych zdjęć Doliny Muminków, a zupełnie nieudana fotografia rodziny Muminków, która do złudzenia przypomina na nim skupisko białych głazów. Następstwem zwycięstwa Tatusia Muminka w konkursie fotograficznym, jest przybycie do Doliny Muminków, najsłynniejszych światowych sław malarskich, którzy zamierzają wygrać pewien malarski konkurs, uwieczniając na płótnie te osobliwe głazy. Tatuś również i w tym konkursie zamierza wziąć udział. | "Artists in Moomin Valley" - komiks Larsa Janssona, niewydany w Polsce          |
| 59        | „Przygody Tatusia Muminka”              | „Adventures of Moominpappa Part 1”    | Tatuś Muminka mocno się przeziębił. Leży chory w łóżku i rozmyśla. Ponieważ w swoich pamiętnikach opisał tylko to, co wydarzyło się od momentu poznania Mamusi Muminka i nie ma tam ani słowa o jego wczesnej młodości, postanawia opowiedzieć całej rodzinie i przyjaciołom historię swojej burzliwej, pełnej przygód młodości. Historia rozpoczyna się w momencie, kiedy to pewnej mglistej ponurej nocy, dyrektorka domu dziecka znalazła pod drzwiami sierocińca starą, papierową torbę, a w niej malutkiego Muminka... | "Pamiętniki Tatusia Muminka"                                                    |
| 60        | „Niegrzeczna Mała Mi”                   | „The Terrible Little My”              | Migotek gubi swój koszyk na drugie śniadanie, który codziennie zabiera do swojej pracowni. Tymczasem Mała Mi wstaje lewą nogą, więc od rana psoci i wpada w coraz to nowe kłopoty. Wykorzystuje ów koszyk jako łódkę i za nic w świecie nie chce go oddać. Podczas pościgu za Małą Mi, Muminek skręca sobie nogę. Mi nie chce go przeprosić i nie wraca do domu na noc – spędza parę dni w namiocie Włóczykija. Interwencja jej siostry nie pomaga. Muminek chce się zemścić; udaje mu się wystraszyć Małą Mi. Wychodzi na jaw, że jego kontuzja była udawana. | brak                                                                            |
| 61        | „Muminek Wróżbitą”                      | „Moomin the Fortune-Teller”           | Pewnego dnia Ryjek wpada na pomysł na wzbogacenie się - zamierza zarobić, sprzedając wraz z Muminkiem eliksir młodości. Niestety, eksperymenty nie powodzą się, więc postanawiają udać się do wróżki. Wkrótce Ryjek ma nowy pomysł - tym razem zamierza przebrać Muminka za wróżbitę i nabierać ludzi, sprawiając, że każda z wróżb się sprawdza. Niestety, chcąc oszukać jedną z klientek, spotyka prawdziwego ducha i w panice zostawia mu wszystkie pieniądze. Tymczasem Migotka zastanawia się nad wzięciem udziału w pewnym konkursie... | "Rabusie"                                                                       |
| 62        | „Spacer Czarownicy”                     | „Witch-Walking”                       | Alicja uczy się chodzić po wodzie. Postanawia pochwalić się Muminkom swoją nową umiejętnością. Wszyscy są zachwyceni, poza Migotkiem, który uparcie wierzy w wyższość techniki nad magią. Konstruuje więc buty, w których można chodzić po powierzchni wody. Każdy z członków rodziny Muminków je testuje, jednak eksperymenty nie powodzą się – wszyscy są zbyt ciężcy i za każdym razem wpadają do wody. Jedynie Mała Mi jest na tyle lekka, że może spokojnie dryfować w tych butach po wodnej tafli. Postanawia wypłynąć w nich na morze. Spotyka tam wędkujących Paszczaka i Włóczykija. Chcą oni złowić ogromną rybę, zwaną Mameluką, która przepływa niedaleko. Owa ryba zaczyna gonić Małą Mi i zamierza ją pożreć! Na szczęście w ostatniej chwili ratuje ją przelatująca obok Czarownica. | brak                                                                            |
| 63        | „Wspomnienia Tatusia Muminka”           | „Adventures of Moominpappa Part 2”    | W drugiej części wspomnień Tatusia dowiadujemy się, w jaki sposób młody Muminek i załoga "Symfonii Mórz" zostają uratowani przed Dyrektorką Sierocińca, jak udaje im się przetrwać straszny sztorm, a także jesteśmy świadkami tego, jak trafiają na tajemniczą Wyspę, gdzie wkrótce postanawiają się osiedlić. | Pamiętniki Tatusia Muminka                                                      |
| 64        | „Muminek i ptaki”                       | „Moomin and the Birds”                | Podczas spaceru w lesie, Muminek i przyjaciele znajdują gniazdo z pisklętami oraz ich matkę, która została zraniona przez jastrzębia. Zabierają ptaki ze sobą, jednak pojawia się problem, ponieważ małe nie chcą nic jeść. Nawet Paszczak, który jest zafascynowany ornitologią, nie potrafi im pomóc. Na szczęście Tatuś wpada na pewien pomysł... | brak                                                                            |
| 65        | „Bal Przebierańców”                     | „The Fancy – Dress Ball”              | Muminek codziennie rano wychodzi z domu, wracając późnym wieczorem. Nie chce powiedzieć nikomu, co robi całymi dniami. Filifionka ogłasza w całej Dolinie, że ma odbyć się bal przebierańców. Wszyscy pochłonięci są przygotowywaniem swoich kostiumów. W końcu nadszedł ten wieczór. Migotka, Mała Mi i Ryjek po drodze spotykają młodego szlachcica Markiza i jego rumaka. Ponieważ Muminek z nimi nie idzie, Migotka zamierza towarzyszyć Markizowi na balu. Razem z Małą Mi wsiada na konia. Niestety, zwierzę zaczyna galopować, przez co Migotka gubi perukę, więc rezygnuje z balu. Tymczasem Muminek kończy robić łódkę, którą robił dla Migotki całymi dniami. Razem, przy dźwięku harmonijki Włóczykija, płyną rzeką w rejs. | "Panna Migotka w dobie rokoko" (fragment)                                       |
| 66        | „Wampir”                                | „The Vampire”                         | Pewnego dnia z zoo uciekł wampir. Inspektor policji ma za zadanie poinformować o tym wszystkich mieszkańców Doliny Muminków. Wszyscy żyją w ciągłym strachu przed ukąszeniem wampira, więc stosują różne wymyślne metody ochronne. Tylko Mała Mi i Muminek mają na tyle odwagi, aby szukać i próbować schwytać tajemniczego wampira. Tymczasem Mamusia Muminka znajduje w kuchni małego nietoperza, jak się później okazuje, zupełnie nieszkodliwego. Mieszkańcy domu Muminków są jednak pewni, że jest on owym wampirem. Tatuś postanawia więc okłamać Inspektora, że złapał go i zakopał. Kłopoty zaczynają się, kiedy przez przypadek nietoperz trafia do domu pani Filifionki... | "Moomin and the Vampire" - komiks Larsa Janssona, niewydany w Polsce            |
| 67        | „Złamany fotel”                         | „The Chair”                           | Tatuś Muminka zniszczył oparcie w swoim ulubionym fotelu. Muminek wraz z przyjaciółmi, grając w piłkę, przez przypadek jeszcze je ułamują, przez co nie nadaje się już nawet do zreperowania. Bez fotela Tatuś Muminka nie może pisać swojej książki, bo fotel ten pamięta wiele wydarzeń i tylko siedząc w nim Tatuś ma natchnienie. Mieszkańcy doliny przynoszą do domu Muminków różne krzesła i fotele, aby pomóc Tatusiowi, lecz do żadnego z nich Tatuś się nie przekonuje. Muminek, który przyczynił się do złamania oparcia, czuje się winny i postanawia jakoś naprawić fotel... | brak                                                                            |
| 68        | „Dalsze przygody Tatusia Muminka”       | „Adventures of Moominpappa Part 3”    | Trzecia i ostatnia część Przygód Tatusia Muminka. W tej części dowiadujemy się m.in. o tym jak młody Tatuś Muminka poznał pewnego Ducha, jak Fredrikson wybudował amfibię, jak Wiercipiętek się ożenił, a przede wszystkim o tym, jak młody Muminek spotkał swoją przyszłą żonę i tym samym niedługo potem stał się Tatusiem Muminka. | Pamiętniki Tatusia Muminka                                                      |
| 69        | „Feniks”                                | „The Phoenix”                         | Muminek, bez pozwolenia rodziców, bierze starą strzelbę z piwnicy; zamierza trafić nią do celu. Zabawa staje się niebezpieczna, gdy okazuje się, że Muminek mógł wystrzelić w przechodzącego obok Włóczykija. Muminek żałuje tego, co zrobił i oddaje strzelbę rozczarowanym jego zachowaniem rodzicom. Podczas innej zabawy znajdują rannego ptaka. Alicja kontaktuje się z nim telepatycznie. Okazuje się, że ów ptak to Feniks. Ponieważ jest już stary i przez ranę nie może latać, prosi wszystkich mieszkańców Doliny, aby go spalili w wielkim ognisku, które ma się palić przez całą dobę. Do ognia Tatuś wrzuca też swoją strzelbę. Gdy ognisko gaśnie, Feniks odradza się z popiołów. | brak                                                                            |
| 70        | „Ryba Muminka”                          | „Moomin's Big Fish”                   | Muminek z przyjaciółmi wybiera się na ryby. Podczas wędkowania udaje mu się złapać szczególnie duży okaz. Jego rodzice zamierzają z tej okazji urządzić festyn, na którym ryba ta będzie głównym daniem. Migotek wynajduje klej, który klei wszystko. Wszczyna przez to kłótnię z siostrą, ponieważ wlewa swój wynalazek do jej ulubionej wazy. Obrażona Migotka wyprowadza się do Domu Muminków. Migotek sam w domu nie daje sobie rady i rozumie już, że popełnił błąd. Postanawia za wszelką cenę przeprosić i udobruchać siostrę. Pomagają mu w tym Tatuś Muminka i Mała Mi, a Migotka tymczasem pomaga Muminkom w przygotowaniach do festynu. | brak                                                                            |
| 71        | „Usypiające grzyby”                     | „The Slug-a-Bed Mushrooms”            | Pewnego dnia Muminek i przyjaciele wybrali się na grzyby. Po ulewnych deszczach było ich całe mnóstwo, w tym m.in. dziwne grzyby, świecące w ciemności. Tatuś Muminka postanawia zawołać Pana Paszczaka, aby przyjrzał się dziwnym osobnikom. Podczas badań grzyby otwierają się i zaczynają wypuszczać swe zarodniki a Muminek, Paszczak i Mamusia Muminka zapadają w dziwny sen. Cała nadzieja w Tatusiu Muminka, który dzięki swojej masce na katar, jako jedyny nie zaraził się dziwną chorobą... | brak                                                                            |
| 72        | „Muminek i Delfin”                      | „Moomin and the Dolphin”              | Włóczykij i Muminek znajdują na plaży małego delfina o imieniu Gładki i pomagają mu dostać się z powrotem do wody. Mija rok i Muminek znowu spotyka Gładkiego. Delfin chce pokazać Muminkowi piękne miejsce na dnie Morza. Aby móc oddychać pod wodą przez pół dnia, Muminek prosi o pomoc Czarownicę. Ta zgadza się, jednak ostrzega Muminka, że jeśli w odpowiednim momencie nie wypowie pewnego zaklęcia, na zawsze zamieni się w rybę. Następnego dnia Muminek, po udanej wycieczce, próbuje z powrotem dostać się na ląd, jednak okazuje się, że zaklęcie nie działa... | "Moomin and the Mermaid" (fragment) - komiks Larsa Janssona, niewydany w Polsce |
| 73        | „Wyspa pełna niespodzianek”             | „The Cave”                            | Mała Mi, Migotka, Muminek i Ryjek wyruszają na Okrągłą Wyspę. Przejście na wyspę jest otwarte tylko w czasie odpływu, wieczorny przypływ całkowicie odcina wyspę od stałego lądu. W czasie przechadzki, Ryjek znajduje jaskinię wypełnioną ametystami i przy okazji zostaje tam uwięziony. Ponieważ zaczyna padać deszcz, Migotek nie daje Muminkowi i przyjaciołom sygnału, przez co przegapiają przypływ i zostają uwięzieni na wyspie. Migotek, Tatuś i Inspektor robią wszystko, żeby uratować dzieci. W tym czasie Muminek, Migotka oraz Mi odnajdują Ryjka i są świadkami tajemniczego zjawiska... | brak                                                                            |
| 74        | „Wspaniały prezent”                     | „A Wonderful Present”                 | Do Doliny Muminków powracają Topik i Topcia (tym razem ich imiona przetłumaczone są na Topcia i Tipcio). Zamierzają podarować Muminkom niezwykłą roślinę z Kosmosu, która podobno potrafi śpiewać. Niestety, mimo upływu wielu tygodni, kwiat nie chce wykiełkować. Włóczykij wpada na pewien pomysł... | brak                                                                            |
| 75        | „Cudowny Szmaragd”                      | „The Fabulous Emerald”                | Pewnej nocy Muminkowi śni się, że znajduje się nad wodospadem. Tajemniczy głos mówi mu, że znajdzie tam to, czego szuka. Rozmawia o tym śnie z Włóczykijem i postanawia wraz z nim wybrać się nad pewien wodospad, o którym niegdyś słyszał. Sen się sprawdza - Muminek znajduje wielki, cudowny szmaragd. Ma jednak problem, ponieważ nie wie, co mógłby z nim zrobić. Kilka dni później na Dolinę Muminków spada silny grad, który powoduje wiele szkód, m.in. niszczy ogród pana Paszczaka. Paszczak jest zdruzgotany, a jedyną osobą, która może mu pomóc, jest potężny Czarnoksiężnik... | brak                                                                            |
| 76        | „Remont u Paszczaka”                    | „Painting a House”                    | Pewnego dnia Mała Mi niechcący niszczy dach domu pana Paszczaka. Przyjaciele chcą mu pomóc w naprawie i przy okazji odnawiają cały dom. Paszczak nie potrafi spać w mieszkaniu, które całe pomalowane jest w kwieciste wzory, ponieważ ciągle śnią mu się koszmary. Coraz częściej zaczyna wybierać się na nocne wędrówki po lesie, co zaczyna niepokoić rodzinę Muminków. Jednak podczas jednej z takich przechadzek Paszczak dokonuje niezwykłego odkrycia... | brak                                                                            |
| 77        | „Wielki Wyścig”                         | „The Great Race”                      | Migotek już prawie skończył budować latający statek i zaprasza wszystkich na swój pierwszy próbny lot. Niestety, ponieważ balon z powietrzem pęka, praca nieco się przedłuża. W tym samym czasie do Doliny przylatuje balonem Pan Wesołek. Zamierza on udowodnić Czarownicy, że jego pojazd jest szybszy niż czarodziejska miotła. Muminki organizują więc wyścig do Samotnych Gór i z powrotem. Czarownica wygrywa, a Pan Wesołek opuszcza Dolinę Muminków. Wkrótce po tym Migotek zamierza odbyć pierwszy lot swoim statkiem. | brak                                                                            |
| 78        | „Podróż na Południe”                    | „Going South”                         | Wszyscy lecieli już statkiem Migotka i są zachwyceni tym wynalazkiem. Muminek prosi Migotka o udzielenie mu lekcji latania. Wkrótce jest już gotowy na samodzielne sterowanie statkiem, więc zabiera Migotkę i Małą Mi w podróż. Niczego nieświadomi, przelatują blisko wulkanu, który po chwili wybucha! Na pokładzie panuje panika, jednak w końcu udaje im się odlecieć i bezpiecznie wylądować. Statek co prawda jest uszkodzony, jednak Migotkowi to nie przeszkadza i mimo wszystko zamierza wybrać się w długą podróż na Południe. W tym czasie Alicja szykuje się do odlotu do Groty Czarownic, gdzie otrzyma swoją własną miotłę. | brak                                                                            |
|           |                                         |                                       | |                                                                                 |
| SERIA IV  |                                         |                                       | |                                                                                 |
|           |                                         |                                       | |                                                                                 |
| 79        | „Zaręczyny Muminka”                     | „The Ring on a Finger”                | Muminek coś znajduje w trawie. Migotka wyjaśnia, że jest to pierścionek zaręczynowy. Sprytnie namawia Muminka, aby włożył jej go na palec, po czym oświadcza, że wreszcie są zaręczeni. Biorą ślub. Muminek jest trochę zażenowany, ale ta uspokaja go, że to tylko zabawa w małżeństwo. Muminek z czasem zaczyna się przyzwyczajać, przypadkowo pierścionek spada mu na palec i nie może go zdjąć, udaje się to dzięki lodom Ryjka. Muminek postanawia wyruszyć z Włóczykijem na wycieczkę, po której uświadamia sobie, że jednak woli bawić się w małżeństwo. | "Moomin Engagement" - komiks Larsa Janssona, niewydany w Polsce                 |
| 80        | „Wielka Miłość Ryjka”                   | „The Girl With Birds”                 | W Dolinie Muminków pojawia się tajemnicza osoba, którą jest dziewczyna imieniem Pysia. Zajmuje się roślinami i zwierzętami. Ryjek się w niej podkochuje. Jednak jego zaloty kończą się, gdy Pysia mówi, że go nienawidzi, i każe mu odejść. Muminek, Migotka i Mała Mi próbują go pocieszyć, jednak bezskutecznie... | "Sniff Falls in Love" - komiks Larsa Janssona, niewydany w Polsce               |
| 81        | „Nowe Życie”                            | „A Wind of Freedom”                   | Do Doliny Muminków przybywa Prorok. Głoszone przez niego kazania o wolności sprawiają, że Muminki chcą zmienić swoje życie. Tatuś Muminka przeprowadza się na drzewo, Mała Mi inną fryzurę a Migotka zaczyna ubierać się w sukienki. To, że taki styl życia w rzeczywistości im się nie podoba uświadamiają sobie, dopiero gdy Mamusia Muminka znika.. | "Nowe życie Muminków"                                                           |
| 82        | „Wizyta Panny Paszczakówny”             | „Mr Caramel”                          | Mamusia i Tatuś wybierają się na ślub, więc Muminek, Migotka i Mała Mi mają dom tylko dla siebie. Postanawiają pójść nad rzekę z Włóczykijem i popływać na kłodzie, ale przez Ryjka, który boi się wody, wszyscy z niej spadają. Tymczasem nad rzeką pojawia się pewna Paszczakówna, która zaczyna ich strofować i każe im wyjść z wody. Uważa, że są nieodpowiedzialni i zamierza się wprowadzić do domu Muminków, ku wielkiej dezaprobacie przyjaciół. Paszczakówna zaczyna wszystkim zatruwać życie. Wszyscy mają już dość, kiedy nagle Migotka odkrywa, że Panna Paszczakówna panicznie boi się Buki. Mi ma już plan, jak pozbyć się natrętnej starszej pani... | brak                                                                            |
| 83        | „Złoty Ogonek Muminka”                  | „A Real Gold Mine”                    | Muminek zaraz po przebudzeniu zauważa, że kitka na ogonku stała się rzadka. Bardzo się tym przejmuje i wstydzi się tego, chowa swój ogonek przed przyjaciółmi: Migotką, Małą Mi i Włóczykijem. Muminek radzi się Gapci jak poradzić sobie z wypadającymi włosami ta jednak nie umie mu pomóc i odsyła go do Paszczaka, który radzi Muminkowi zastosować tonik do włosów. Mama Muminka korzysta z poradnika Babci i przygotowuje lekarstwo. Jednak ma ono skutek uboczny - Złoty ogonek. Wkrótce każdy mieszkaniec Doliny Muminków chce zobaczyć ogon Muminka. Ryjek i przyjaciele pobierają opłaty za zobaczenie cudownego ogonka. | Złoty ogon Muminka                                                              |
| 84        | „Rzeźby z piasku”                       | „Sand Sculptures”                     | Muminki postanawiają wybrać się na plażę. Wkrótce potem decydują się zorganizować konkurs na najlepszą rzeźbę z piasku, w której biorą udział wszyscy mieszkańcy Doliny Muminków, między innymi Filifionka, która bardzo poważnie do niego podchodzi i uważa się za artystkę. Kiedy jednak dowiaduje się, że tak naprawdę nie ma wygranych, odchodzi oburzona z dziećmi. Tymczasem nadciąga burza i wszyscy wracają do domów. Na plaży zostaje tylko Mała Mi, która podziwia swoją rzeźbę Buki. Nagle w lesie wybucha pożar i Mała Mi jest uwięziona. Na szczęście pojawia się prawdziwa Buka i gasi ogień. | brak                                                                            |
| 85        | „Piknik Piratów”                        | „The Beach”                           | brak streszczenia | brak                                                                            |
| 86        | „Siostrzeniec Inspektora”               | „A Bothersome Nephew”                 | brak streszczenia | brak                                                                            |
| 87        | „Wehikuł Czasu”                         | „The Time Travel Machine”             | brak streszczenia | brak                                                                            |
| 88        | „Łakomek”                               | „The Circle of Secrets”               | Muminki planują zimowy sen. Niestety budzi ich listonosz przynoszący paczkę. W środku odnajdują Łakomka. Małego nienośnego żarłoka. Rodzina nie polubiła nowego domownika i wkrótce wszyscy mają go dosyć. Okazuje się bowiem, że Łakomek wykrada ich sekrety. Po nieudanej próbie oddania go Pani Filifionce, Łakomek wyjawia wszystkie tajemnice. Muminki czują ulgę, że nie muszą przed sobą nic ukrywać a Łakomek postanawia wrócić do mamy, bo bez sekretów będzie się nudził. | brak                                                                            |
| 89        | „Wigilia u cioci Jonki”                 | „The Dragon”                          | Podczas zabawy na śniegu Tatuś Muminka otrzymuje list od cioci Jonki. Cała rodzina i przyjaciele zostają zaproszeni do jej posiadłości. Tatuś próbuje wymigać się z odwiedzin, ale koniec końców wszyscy wyruszają tego samego wieczoru. W drodze spotykają Śniegowego Smoka, który wskazuje im drogę. Ciocia Jonka zaprzęga Tatusia do pracy i razem z Mamusią Muminka gotuje smakołyki na wspólną Wigilię. Rodzina Muminków otrzymuje od niej prezenty a Ciocia jest wdzięczna za towarzystwo i przywrócenie wspomnień z młodości. | brak                                                                            |
| 90        | „Wyprawa w przeszłość”                  | „The Desert”                          | Muminki przenoszą się w czasie by poznać losy swoich przodków. Niestety Maszyna Czasu myli się i wysadza ich na pustyni. W czasie gry Tatuś, Muminek i Ryjek szukają wody, Mała Mi, Mamusia i Migotka zostają porwane. Arabscy mężczyźni chcą podzielić się nimi. Tatuś, Muminek i Ryjek wybierają się na poszukiwania pań i ratują je z opresji. | brak                                                                            |
| 91        | „Spotkanie z Kleopatrą”                 | „Queen Cleothystra”                   | | brak                                                                            |
| 92        | „Wyprawa po skarb”                      | „The Treasure Map”                    | brak streszczenia | brak                                                                            |
| 93        | „Ryjek wszystkim pomaga”                | „A Sniff at Everything”               | brak streszczenia | brak                                                                            |
| 94        | „Muminek czy Bobek”                     | „Funny Disguises”                     | Muminek i jego przyjaciele szykują się do przedstawienia o Czerwonym Kapturku. Gdy Bobek kradnie Małej Mi strój, Muminek rusza za nim w pościg. Podczas pościgu obaj ulegają wypadkowi, w wyniku czego zamieniają się ciałami. Bobek w ciele Muminka staje się niegrzeczny i rozbrykany, a Muminek w ciele Bobka czuje się smutny i odrzucony przez resztę rodziny. Dopiero kolejny upadek sprawia, że obaj znów są w swoich normalnych ciałach. | brak                                                                            |
| 95        | „Muminki na Dzikim Zachodzie”           | „Moomin in Cowboy Country”            | brak streszczenia | brak                                                                            |
| 96        | „Muminki na bezludnej wyspie”           | „Moominson Crusoe”                    | brak streszczenia | brak                                                                            |
| 97        | „Tajemnica Małej Mi”                    | „Hidden love of Pretty Mee”           | Mała Mi od rana siedzi w swoim pokoju. Zaniepokojeni przyjaciele chcą się dowiedzieć z jakiego powodu unika zabaw z nimi. W związku z nadchodzącym dniem zakochanych, przyjaciele Małej Mi podejrzewają, że jest zakochana, dlatego zachowuje się inaczej niż zazwyczaj. Nadchodzi dzień zakochanych i każdy ofiaruję sobie prezenty - mała Mi również. Dopiero przy wspólnym posiłku okazuję się, że Mała mi miała chore gardło, a fragment miłosnego listu nie był jej wyzwaniem miłości - tylko fragmentem powieści Tatusia Muminka. | brak                                                                            |
| 98        | „Łzy smoka Edwarda”                     | „Tears of the Dragon”                 | brak streszczenia | brak                                                                            |
| 99        | „Spotkanie z Moną Luizą”                | „Chouca Lisa”                         | brak streszczenia | brak                                                                            |
| 100       | „Czerwona pełnia księżyca”              | „The Night of the Red Moon”           | brak streszczenia | brak                                                                            |
| 101       | „Znowu w szkole”                        | „Return to childhood”                 | brak streszczenia | brak                                                                            |
| 102       | „Urodziny Małej Mi”                     | „The Birthday Surprise”               | brak streszczenia | brak                                                                            |
| 103       | „Lekarstwo dla cioci Jonki”             | „The Moomins and the Fake Yeti”       | brak streszczenia | brak                                                                            |
| 104       | „Powrót do doliny”                      | „The Starry Voyage”                   | brak streszczenia | brak                                                                            |